# I Fridtjof Nansens fodspor over Indlandsisen
I Fridtjof Nansens fodspor over Indlandsisen er en dansk ekspeditionsfilm fra 1988, der er instrueret af Michael Haslund-Christensen efter manuskript af Susanne Bier.

## Handling
I 1888 ledte nordmanden Fridtjof Nansen på ski den første ekspedition over den grønlandske indlandsis. 100 år efter i 1988 tog fire unge nordmænd og et filmhold udfordringen op og gjorde ham kunsten efter. Med udgangspunkt i de samme forudsætninger lavede de en nøjagtig kopi af Nansens tur. I fire etaper og over 500 km følger et lille filmhold med instruktør Michael Haslund-Christensen og fotograf Morten Søborg som kernen, den barske tur, hvor kunsten er at undgå gletchersprækkerne, holde varmen og få provianten til at holde.